# Beechcraft Staggerwing
De Beechcraft Staggerwing (Beechcraft model 17) was een Amerikaanse eenmotorige tweedekker, ontwikkeld en gebouwd door Beechcraft en voortgedreven door een Pratt & Whitney stermotor. Het toestel had vier zitplaatsen en maakte zijn eerste vlucht op 4 november 1932. Er zijn in totaal 785 stuks gebouwd. De Staggerwing werd in eerste instantie vooral gebruikt als zakenvliegtuig. In de Tweede Wereldoorlog deed het dienst in diverse legers met uiteenlopende taken, van bommenwerper tot verkenner en licht transportvliegtuig.

## Ontwerp en historie
De Staggerwing had een conventioneel (twee hoofdwielen met een staartwiel) intrekbaar landingsgestel. De onderste vleugel stak vooruit ten opzichte van de bovenste vleugel, hetgeen de piloot een goed zicht gaf. Bovendien was het de bedoeling dat de luchtstromen langs beide vleugels elkaar dan minder zouden beïnvloeden. Later zou evenwel blijken dat dit laatste vrijwel geen effect had, maar het gaf de Staggerwing wel een markant en herkenbaar uiterlijk. De constructie van de Beechcraft model 17 was van hout en gelaste metalen buizen, bespannen met doek. De gestroomlijnde constructie, samen met het intrekbare landingsgestel en een krachtige motor zorgden voor een goed presterend vliegtuig.
In de jaren 1930 was de Staggerwing succesvol in diverse luchtraces (o.a. winnaar van de Bendix Trophy in 1936) en zette verschillende hoogte- en snelheidsrecords neer.
De Staggerwing heeft, naast de U.S. Army, dienst gedaan in legers in Zuid-Amerika, Europa, Azië en Australië. Prins Bernhard had een Beechcraft Staggerwing tot zijn beschikking tijdens zijn oorlogsjaren in Londen.
Na de Tweede Wereldoorlog werd de veelgeprezen Staggerwing opgevolgd door de modernere Beechcraft Bonanza, die aanzienlijk goedkoper was om te produceren.

## Varianten

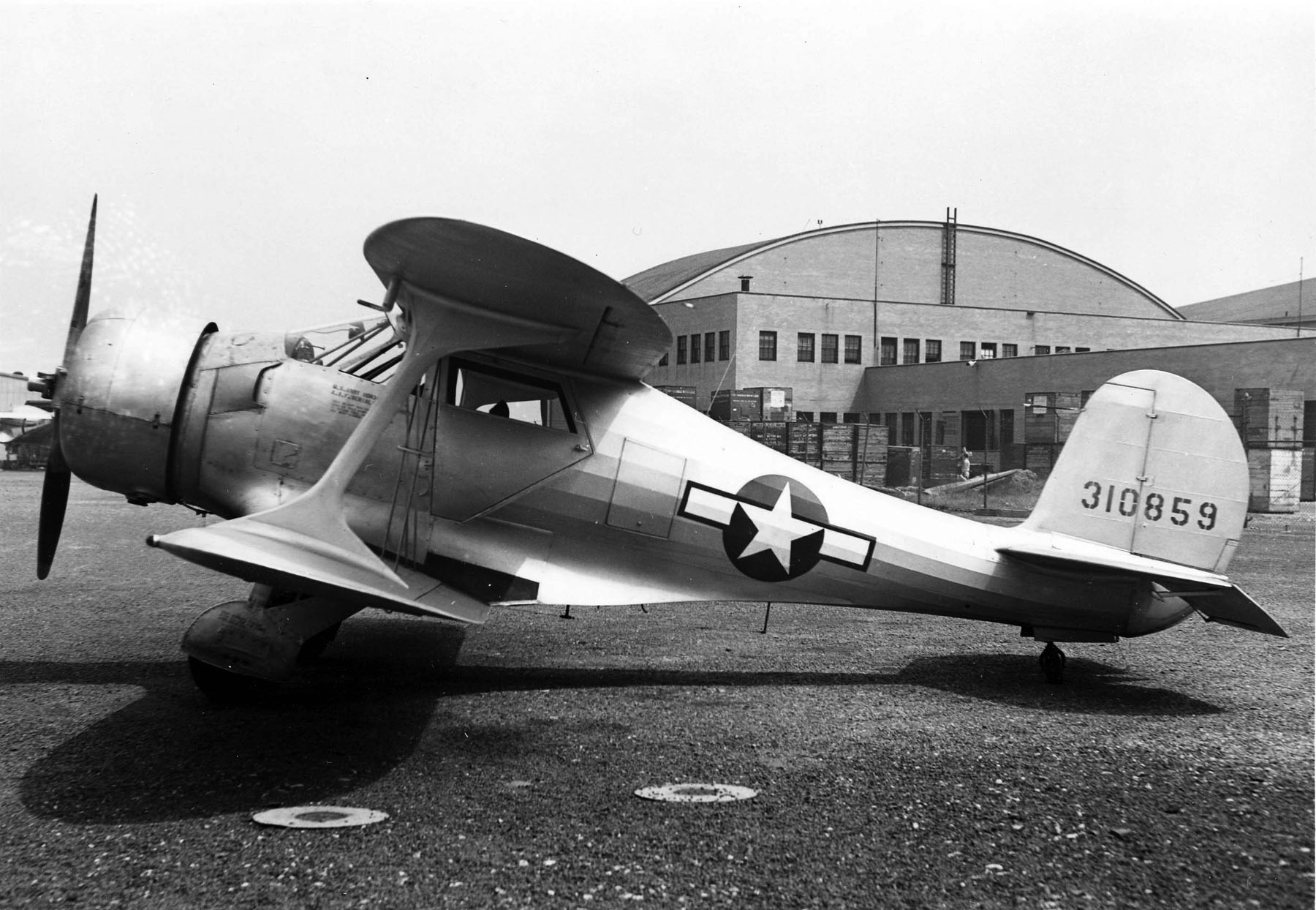
Beechcraft UC-43

De Beechcraft Model 17 is geleverd in tientallen varianten met motoren van 285 tot 600 pk van zowel Jacobs, Wright als Pratt & Whitney.
Populaire types waren:
B17LMet een 7-cilinder 225 pk Jacobs stermotor.
C17BMet een 7-cilinder 275 pk Jacobs stermotor.
D17SMet een 9-cilinder 450 pk Pratt & Whitney stermotor.
F17DMet een 7-cilinder 330 pk Jacobs stermotor.
Er bestaan ook versies uitgerust als watervliegtuig met drijvers. De type-aanduiding van de modellen voor het Amerikaanse leger was UC-43. In Japan zijn 20 toestellen in licentie gebouwd onder de naam Tachikawa-Beechcraft C17E.